# 油原丈著
油原 丈著（ゆはら たけあき、1978年1月13日 - ）は、千葉県流山市出身のサッカー指導者、元サッカー選手。現役時代のポジションはゴールキーパー（GK）。

## 来歴
柏レイソルの下部組織から、1996年にトップチームへ昇格するも1年限りで退団し、以後多くのクラブを渡り歩いた。2004年シーズンを最後に現役引退。
引退後の2005年よりFC東京の育成部のGKコーチとなり、浅野寛文と交互にFC東京U-15深川、U-15むさしのGKコーチを務め、2010年には両チームとも担当。同年、日本サッカー協会公認B級コーチライセンスを取得した。
2011年よりジュビロ磐田の下部組織でGKコーチを務める。
2014年、FC町田ゼルビアGKコーチに就任。同年ゴールキーパーA級ライセンス取得。
2021年、東京ヴェルディGKコーチに就任。
2023年より、湘南ベルマーレのGKコーチに就任。

## 所属クラブ
- 1985年 - 1989年 初石少年サッカークラブ (流山市立西初石小学校)
- 1990年 - 1992年 柏レイソルジュニアユース (流山市立西初石中学校)
- 1993年 - 1995年 柏レイソルユース (千葉県立流山中央高等学校)
- 1996年 柏レイソル
- 1997年 サガン鳥栖
- 1997年 - 1998年 セレッソ大阪
- 1999年 - 2001年 ジヤトコサッカー部（JFL）
- 2003年 佐川急便東北（東北1部）
- 2004年 横河武蔵野FC（JFL）

## 個人成績
| 国内大会個人成績 | 国内大会個人成績 | 国内大会個人成績 | 国内大会個人成績 | 国内大会個人成績               | 国内大会個人成績 | 国内大会個人成績 | 国内大会個人成績  | 国内大会個人成績 | 国内大会個人成績 | 国内大会個人成績 | 国内大会個人成績 |
| 年度             | クラブ           | 背番号           | リーグ           | リーグ戦                       | リーグ戦         | リーグ杯         | リーグ杯          | オープン杯       | オープン杯       | 期間通算         | 期間通算         |
| 年度             | クラブ           | 背番号           | リーグ           | 出場                           | 得点             | 出場             | 得点              | 出場             | 得点             | 出場             | 得点             |
| 日本             | 日本             | 日本             | 日本             | リーグ戦                       | リーグ戦         | リーグ杯         | リーグ杯          | 天皇杯           | 天皇杯           | 期間通算         | 期間通算         |
| ---------------- | ---------------- | ---------------- | ---------------- | ------------------------------ | ---------------- | ---------------- | ----------------- | ---------------- | ---------------- | ---------------- | ---------------- |
| 1996             | 柏               | -                | J                | 0                              | 0                | 0                | 0                 |                  |                  |                  |                  |
| 1997             | 鳥栖             |                  | 旧JFL            |                                |                  | 3                | 0                 |                  |                  |                  |                  |
| 1997             | C大阪            | 21               | J                | 0                              | 0                | 0                | 0                 |                  |                  |                  |                  |
| 1998             | C大阪            | 22               | J                | 0                              | 0                | 0                | 0                 |                  |                  |                  |                  |
| 通算             | 日本             | 日本             | J                | 0                              | 0                | 0                | 0\|\|\|\|\|\|\|\| |                  |                  |                  |                  |
| 通算             | 日本             | 日本             | 旧JFL            | \|\|\|\|3\|\|0\|\|\|\|\|\|\|\| |                  |                  |                   |                  |                  |                  |                  |
| 総通算           | 総通算           | 総通算           | 総通算           | \|\|\|\|3\|\|0\|\|\|\|\|\|\|\| |                  |                  |                   |                  |                  |                  |                  |

## 指導歴
- 2005年 - 2010年 FC東京
  - 2005年 サッカースクールアシスタントコーチ
  - 2006年 U-18 GKコーチ
  - 2007年 - 2010年 U-15深川 / U-15むさし GKコーチ
  - 明治大学サッカー部 GKコーチ (兼務)
- 2011年 - 2013年 ジュビロ磐田
  - 2011年 U-15 GKコーチ
  - 2012年 - 2013年 U-18 GKコーチ
- 2014年 - 2017年 FC町田ゼルビア GKコーチ
- 2018年 -  2022年 東京ヴェルディ
  - 2018年 - 2020年 アカデミーGKコーチ
  - 2021年 - 2022年 トップチーム GKコーチ
- 2023年 - 湘南ベルマーレ GKコーチ